# 浙江工贸职业技术学院
浙江工贸职业技术学院是位于浙江省温州市的一所大專院校，为全日制高等院校，前身为1960年成立的温州动力机厂厂办技校。学院坐落于温州市中心,占地580多亩，在校学生约一万人，设有经济与贸易学院、管理学院、信息传媒学院、汽车与机械工程学院、轻工系、电子工程系、人文系、材料工程系、成教学院、技师学院等教学单位。